# Пхунчхолинг

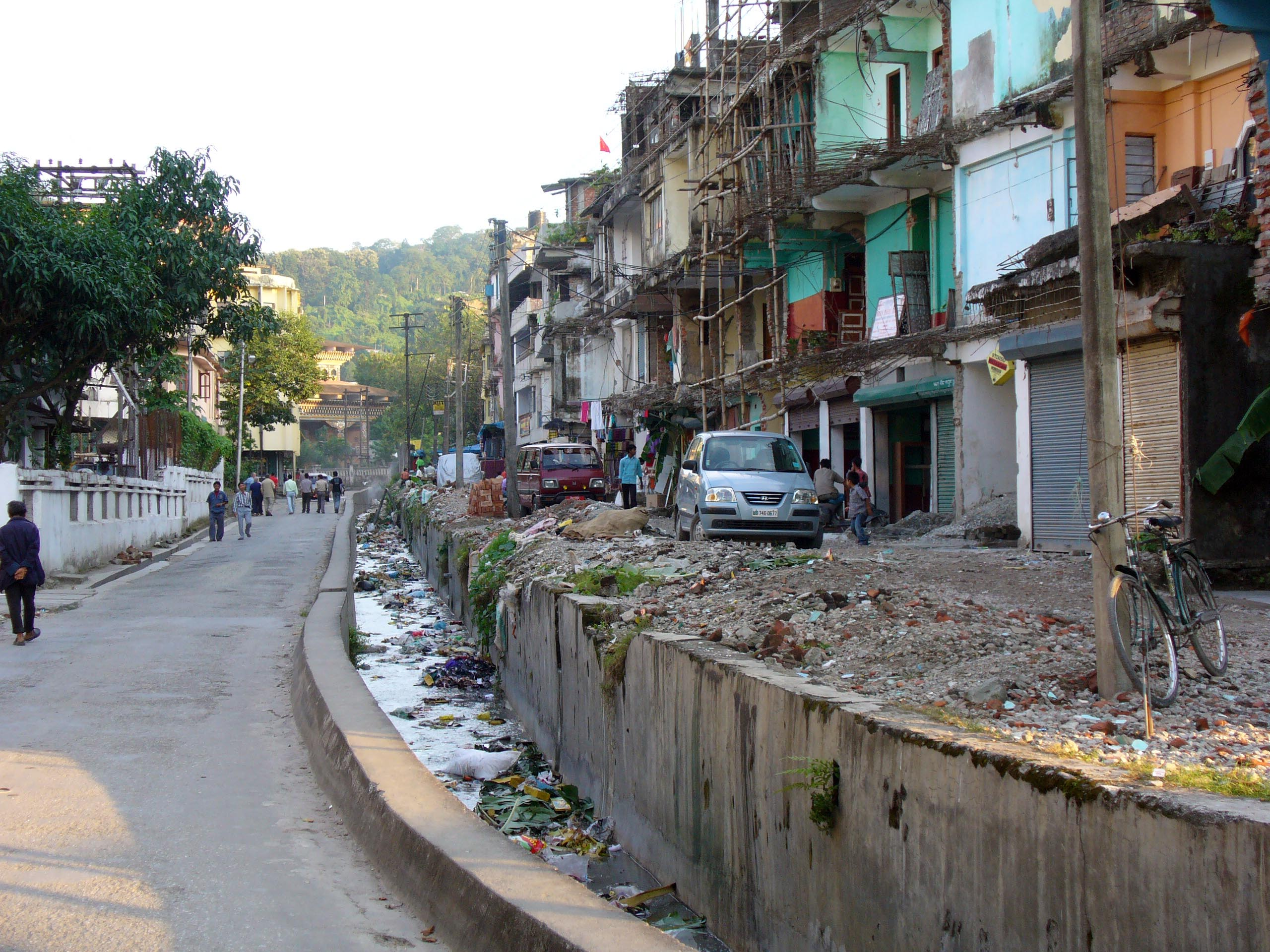
Граница между Индией и Бутаном (слева Пхунчхолинг, справа — Джайгаон, в глубине — проходная арка)

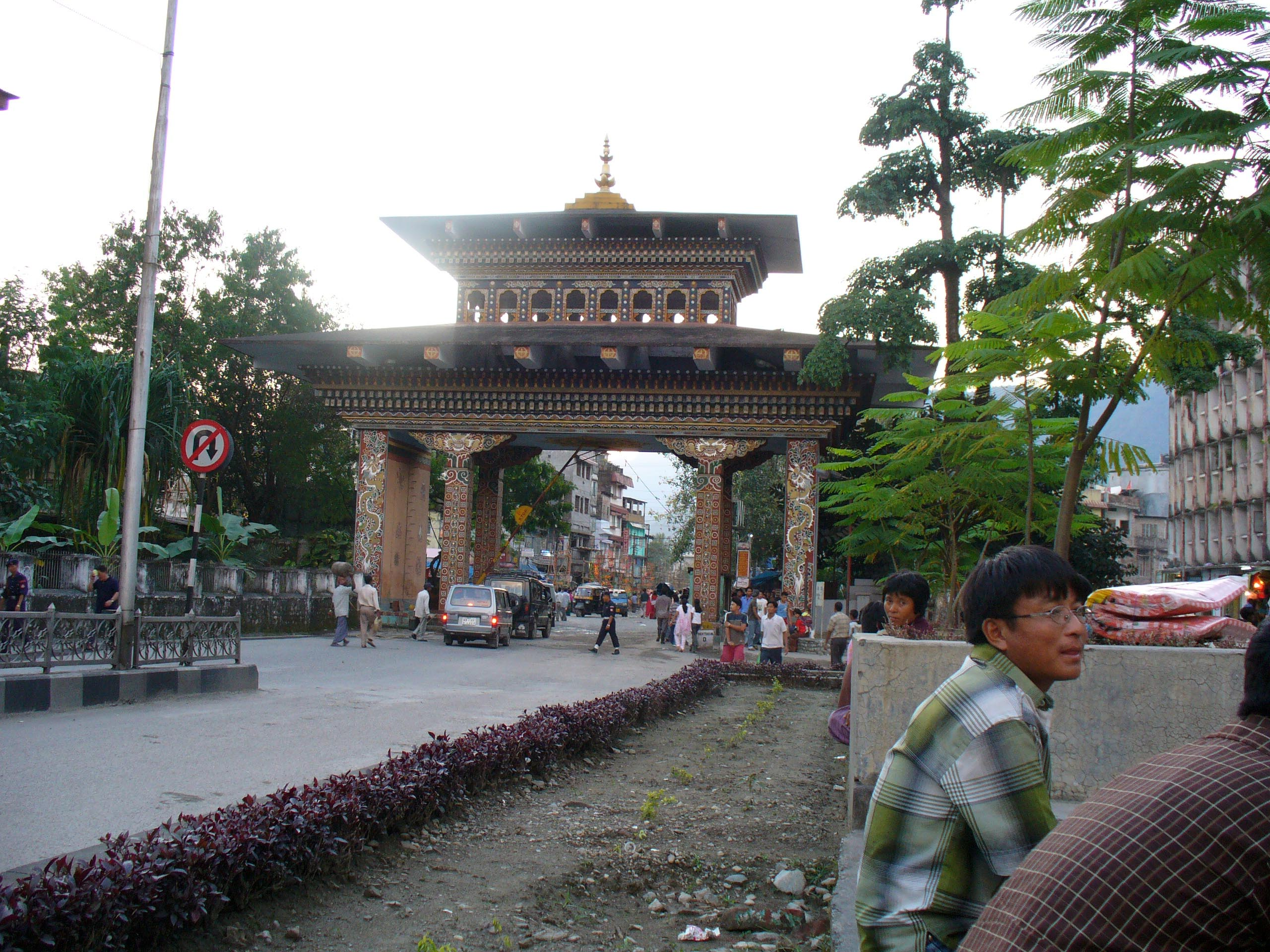
Арка на границе с Индией (вид с бутанской стороны)

Пхунчхолинг — город на юге Бутана (в дзонгхаге Чукха) на границе с Индией, через который проходит единственное шоссе, соединяющее Индию и Бутан.
Население около 20 537 человек (перепись 2005 года), а по оценке 2012 года — 23 915 человек, это второй по величине город Бутана.
Город частично открыт для иностранных туристов, которым для въезда в остальной Бутан необходимо проходить через сложные визовые процедуры.
В пределах городов Пхунчхолинга и Джайгаона жители Индии и Бутана могут перемещаться без пограничных формальностей. Существенную часть населения Пхунчхолинга составляют индийцы. Пхунчхолинг имеет большое значение для внешней торговли Бутана как транзитный пункт для перевозки товаров.
Из-за активных отношений с Индией в городе растёт торговля наркотиками и проституция, отчего бутанские власти проявляют беспокойство.
В 1964 в Пхунчхолинге был убит премьер-министр Бутана Джигме Дорджи. Убийство имело политический характер, причиной которому служил конфликт между различными правительственными группировками в вопросе об открытии Бутана.

## История
10 октября 1962 в Пхунчолинге было открыто первое в Бутане почтовое отделение — этот день считается днём рождения почты Бутана.

## Транспорт
На север от Пхунчхолинга идёт шоссе 172 км до Тхимпху, столицы Бутана, через Геду и Чука, с ответвлением на Паро. От Пхунчхолинга к индийской границе ведёт дорога AH48. В Индию из Пхунчхолинга ходит автобус по асфальтированному шоссе до Силигури (160 км), также имеется автобусное сообщение с городами Западной Бенгалии Дарджилингом и Калимпонгом. Маршрут индийских автобусов заканчивается в пограничном городе Джайгаон по индийскую сторону границы от Пхунчхолинга.
Предполагается соединить Пхунчхолинг 17-километровой железнодорожной веткой с Хасимарой (Западная Бенгалия), в результате чего город будет соединён с индийской железнодорожной сетью.
Существует также проект строительства малого аэропорта Тоорса в окрестностях города.

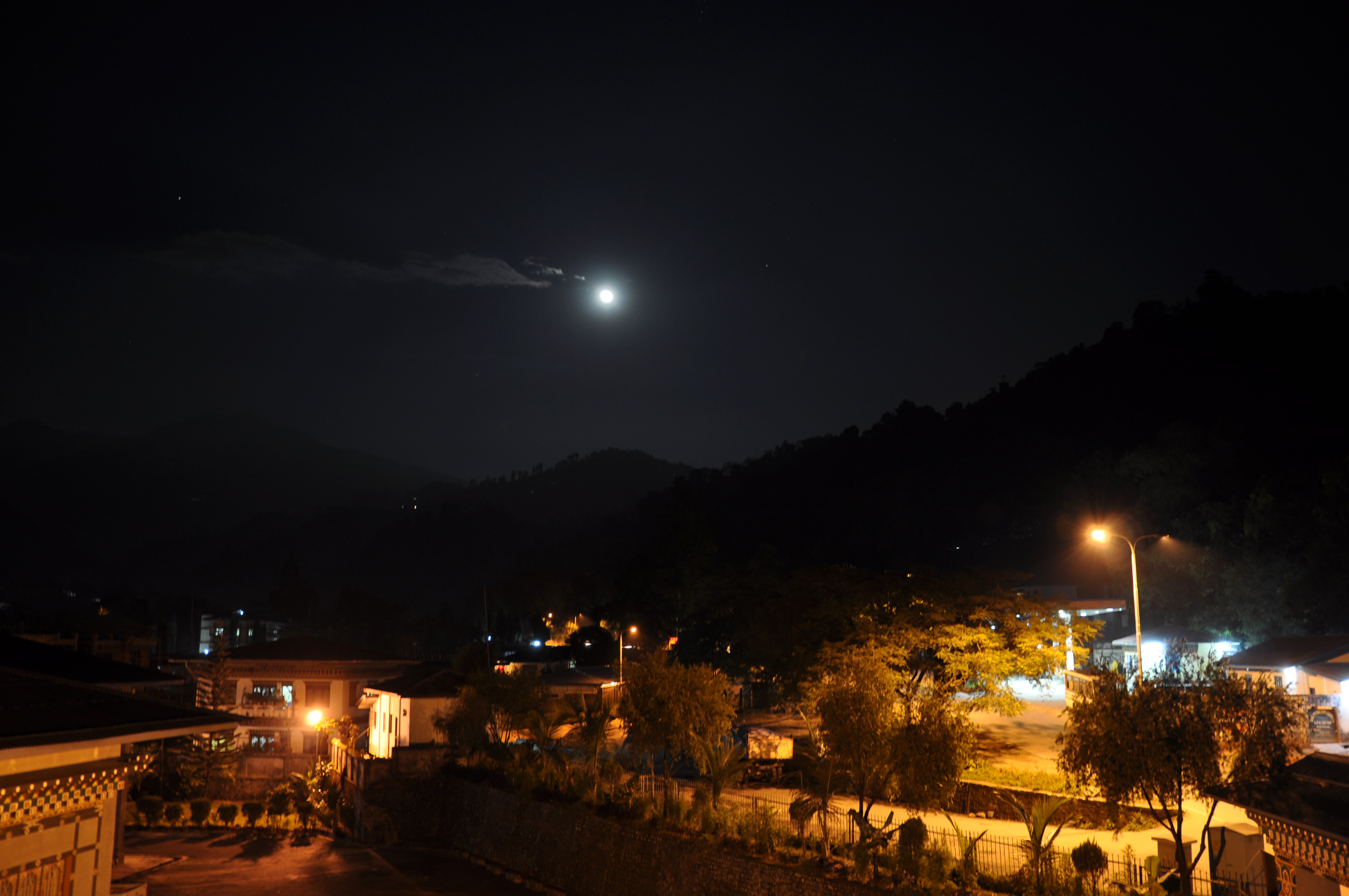
Ночь в Пхунчолинге

## Достопримечательности
- Монастырь Карбанди[4]
- Монастырь Зангтопелри (англ. Zhangthopelri Lhakhang, Zangtho Pelri)[5]
- Пхунчхолинг-лакханг[4]
- Камжи-лакханг[4]